# Лук косорский
Лук косорский (лат. Allium kossoricum) — многолетнее травянистое растение, вид рода Лук (Allium) семейства Луковые (Alliaceae).

## Распространение и экология
В природе ареал вида охватывает Закавказье.
Произрастает на сухих каменистых склонах.

## Ботаническое описание
Луковица яйцевидная, диаметром около 1 см, наружные оболочки черноватые, разорванные на параллельные волокна. Стебель высотой около 20 см, на треть одетый гладкими влагалищами листьев.
Листья в числе трёх, цилиндрически-нитевидные, гладкие.
Чехол немного короче зонтика. Зонтик коробочконосный, немногоцветковый, пучковато-полушаровидный. Цветоножки неравные в 2—5 раз длиннее околоцветника. Листочки яйцевндно-колокольчатого околоцветника беловато-зеленоватые, с зелёной жилкой, эллиптически-продолговатые, тупые, длиной 3—3,5 мм, с закруглённой или снабжённой небольшим отогнутым остроконечием верхушкой, наружные лодочковидные, немного короче внутренних. Нити тычинок в полтора—два раза длиннее листочков околоцветника, между собой и с околоцветником сросшиеся, шиловидные, фиолетовые; пыльники жёлтые. Столбик значительно выдается из околоцветника; завязь почти сидячая, шаровидная, шероховатая.

## Таксономия
Вид Лук косорский входит в род Лук (Allium) семейства Луковые (Alliaceae) порядка Спаржецветные (Asparagales).
|  |                                      |  |                                                             |                                                             |                   |  | ещё 24 семейства (согласно Системе APG II) | ещё 24 семейства (согласно Системе APG II) |                     |  |  |  | ещё более 870 видов |
|  |                                      |  |                                                             |                                                             |                   |  | ещё 24 семейства (согласно Системе APG II) | ещё 24 семейства (согласно Системе APG II) |                     |  |  |  | ещё более 870 видов |
|  |                                      |  |                                                             | порядок Спаржецветные                                       |                   |  |                                            |                                            | род Лук             |  |  |  |                     |
|  |                                      |  |                                                             | порядок Спаржецветные                                       |                   |  |                                            |                                            | род Лук             |  |  |  |                     |
|  | отдел Цветковые, или Покрытосеменные |  |                                                             |                                                             | семейство Луковые |  |                                            |                                            | вид Лук косорский   |  |  |  |                     |
|  | отдел Цветковые, или Покрытосеменные |  |                                                             |                                                             | семейство Луковые |  |                                            |                                            |                     |  |  |  |                     |
|  |                                      |  | ещё 44 порядка цветковых растений (согласно Системе APG II) | ещё 44 порядка цветковых растений (согласно Системе APG II) |                   |  |                                            | ещё около 300 родов                        | ещё около 300 родов |  |  |  |                     |
|  |                                      |  |                                                             | ещё 44 порядка цветковых растений (согласно Системе APG II) |                   |  |                                            |                                            | ещё около 300 родов |  |  |  |                     |